# Victoria (Illinois)
Victoria est un village du comté de Knox dans l'Illinois, aux États-Unis,. Situé au centre du comté, il est  incorporé le 16 août 1894.

## Démographie
Lors du recensement de 2010, le village comptait une population de 316 habitants. Elle est estimée, en 2016, à 306 habitants.